# Омиш
Омиш (хорв. Omiš) — місто в Хорватії, у Сплітсько-Далматинській жупанії. Знаходиться в центральній частині узбережжя Адріатичного моря між містами Спліт (25 км) і Макарська (30 км) у місці впадання в море річки Цетина.

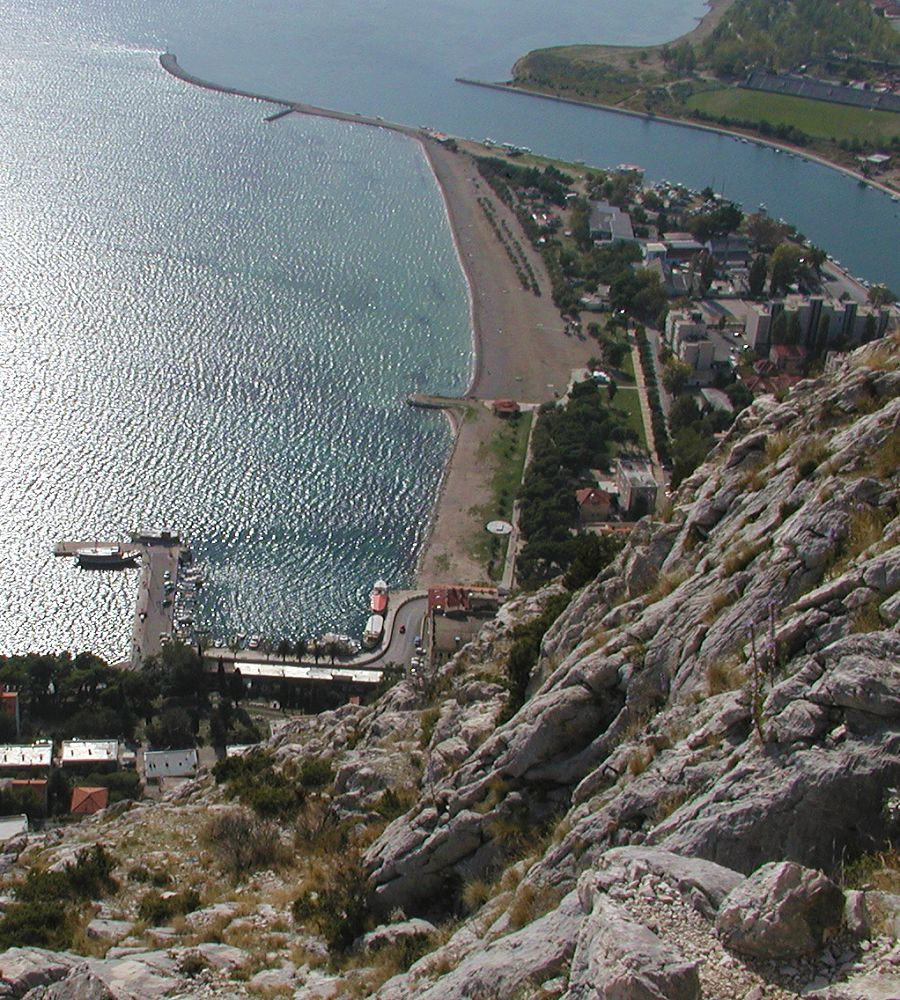
Гирло Цетини і частина міста Омиш.

Через Омиш проходить адріатична магістраль, місто має регулярне автобусне сполучення з найбільшими містами Хорватії.

## Історія
Поселення з назвою Онеон існувало на місці Омиша з римських часів. В VII столітті все узбережжя в районі було заселене слов'янським племенем, яких називали також неретвянами за назвою річки Неретви, яка впадає в море на південь від Макарска.
Омиш став одним з найбільших міст неретвян, піратам з Омиша були вимушені платити данину за вільне плавання в тутешніх водах навіть венеційці. Навколишню область, населену неретвянами називали Паганією, оскільки на відміну від інших словянських племен, неретвяни залишались язичниками (паганами).
В XV-XVI ст. землі навколо Омиша знову стали ареною боротьби, цього разу Венеції та Османської імперії, у результаті якої Омиш був приєднаний до Венеції.
В 1797 р. Омиш, як і вся Хорватія, був приєднаний до Австрії.
Після розпаду Югославії в 1990 р. Омиш — частина незалежної Хорватії.

## Населення
Населення громади за даними перепису 2011 року становило 14936 осіб. Населення самого міста становило 6462 осіб.
Динаміка чисельності населення громади:
Динаміка чисельності населення міста:

## Населені пункти
Крім міста Омиш, до громади також входять: 
- Блато-на-Цетині
- Борак
- Челина
- Числа
- Доній Долаць
- Дубрава
- Гата
- Горній Долаць
- Костанє
- Кучиче
- Локва-Рогозниця
- Марушичі
- Мимиці
- Наклиці
- Нова Села
- Острвиця
- Писак
- Подашпилє
- Подградже
- Путишичі
- Сеоця
- Слиме
- Смолонє
- Сріяне
- Станичі
- Свинище
- Трнбуси
- Тугаре
- Закучаць
- Звечанє

## Клімат
Середня річна температура становить 15,23°C, середня максимальна – 27,47°C, а середня мінімальна – 3,22°C. Середня річна кількість опадів – 833 мм.
| Клімат міста                                  | Клімат міста | Клімат міста | Клімат міста | Клімат міста | Клімат міста | Клімат міста | Клімат міста | Клімат міста | Клімат міста | Клімат міста | Клімат міста | Клімат міста | Клімат міста |
| Показник                                      | Січ.         | Лют.         | Бер.         | Квіт.        | Трав.        | Черв.        | Лип.         | Серп.        | Вер.         | Жовт.        | Лист.        | Груд.        |              |
| Середній максимум, °C                         | 11,42        | 11,52        | 13,98        | 17,24        | 21,93        | 25,68        | 27,32        | 27,47        | 23,17        | 19,05        | 14,32        | 11,54        |              |
| Середня температура, °C                       | 7,34         | 7,42         | 9,89         | 13,14        | 17,85        | 21,57        | 24,44        | 24,60        | 20,30        | 16,18        | 11,45        | 8,65         |              |
| Середній мінімум, °C                          | 3,22         | 3,33         | 5,78         | 9,04         | 13,72        | 17,47        | 21,56        | 21,73        | 17,42        | 13,30        | 8,55         | 5,77         |              |
| Норма опадів, мм                              | 75           | 64           | 71           | 70           | 58           | 50           | 34           | 49           | 70           | 92           | 107          | 93           |              |
| Середньомісячна швидкість вітру, м/с          | 3.26         | 3.54         | 3.63         | 3.32         | 2.93         | 2.65         | 2.70         | 2.53         | 2.86         | 2.99         | 3.70         | 3.65         |              |
| Середньомісячна сонячна радіація, кДж/м²·день | 5539         | 8237         | 11877        | 16413        | 20372        | 23092        | 24776        | 21783        | 16171        | 10408        | 5967         | 4674         |              |
| --------------------------------------------- | ------------ | ------------ | ------------ | ------------ | ------------ | ------------ | ------------ | ------------ | ------------ | ------------ | ------------ | ------------ | ------------ |
| Джерело:                                      |              |              |              |              |              |              |              |              |              |              |              |              |              |

## Цікавинки
- Фортеця Старі град — залишки міських укріплень на високому схилі гори над містом. Збереглася квадратна башта і наполовину зруйновані стіни.
- Долина річки Цетина — мальовничий і дуже глибокий каньйон річки Цетина вище за течією від міста. На річці — пороги. Відмінне місце для водного туризму.

## Міста-побратими
- Росія, Рязань
- Бельгія, Діксмейде
- Словенія, Загор'є-на-Саве